# Golden Skans
Golden Skans ist ein Song der britischen Indie-Rock-Band Klaxons. 

## Geschichte
Er wurde am 20. Januar 2007 als zweite Single veröffentlicht. Der Titel hielt sich 17 Wochen in den britischen Singlecharts und erreichte dort Platz 7. Der Song ist auch als 3. Track  auf dem eine Woche später veröffentlichten Debütalbum „Myths of the Near Future“ enthalten. Dieses wurde mit dem Mercury Music Prize und dem NME Award als Best Album ausgezeichnet.
Der Titel wurde für Garnier Fructis als Musikwerbung verwendet und ist im Videospiel Gran Turismo 5 Prologue als Soundtrack enthalten. In seinem Erscheinungsjahr wurde er als instrumentaler Remix auch in mehreren britischen TV-Serien benutzt.

## Auszeichnungen
- Er gewann den vom britischen Musikmagazin New Musical Express verliehenen NME Award als Beste Single[1].